# 1912 (numero)
Millenovecentododici (1912) è il numero naturale dopo il 1911 e prima del 1913.

## Proprietà matematiche
- È un numero pari.
- È un numero composto da 8 divisori: 1, 2, 4, 8, 239, 478, 956, 1912. Poiché la somma dei suoi divisori (escluso il numero stesso) è 1688 < 1912, è un numero difettivo.
- È un numero rifattorizzabile in quanto divisibile per il numero dei propri divisori.
- È un numero congruente.
- È un numero odioso.
- È parte delle terne pitagoriche (1434, 1912, 2390), (1912, 3585, 4063), (1912, 57105, 57137), (1912, 114234, 114250), (1912, 228480, 228488), (1912, 456966, 456970), (1912, 913935, 913937).

## Astronomia
- 1912 Anubis è un asteroide della fascia principale del sistema solare.

## Astronautica
- Cosmos 1912 è un satellite artificiale russo.